# Stanisław Mazur
Stanisław Mieczysław Mazur (ur. 1 stycznia 1905 we Lwowie, zm. 5 listopada 1981 w Warszawie) – polski matematyk, najbliższy współpracownik Stefana Banacha i jeden z głównych współtwórców lwowskiej szkoły matematycznej; wprowadził i rozwinął metody geometryczne w analizie funkcjonalnej oraz w 1938 zapoczątkował ogólną teorię przestrzeni liniowo-topologicznych; jeden z czołowych specjalistów w zakresie teorii limesowalności (sumowalności)
Poseł na Sejm Ustawodawczy (1947-1952) i Sejm PRL I kadencji z ramienia PZPR (z okręgu Lublin), członek KC PZPR.

## Życiorys

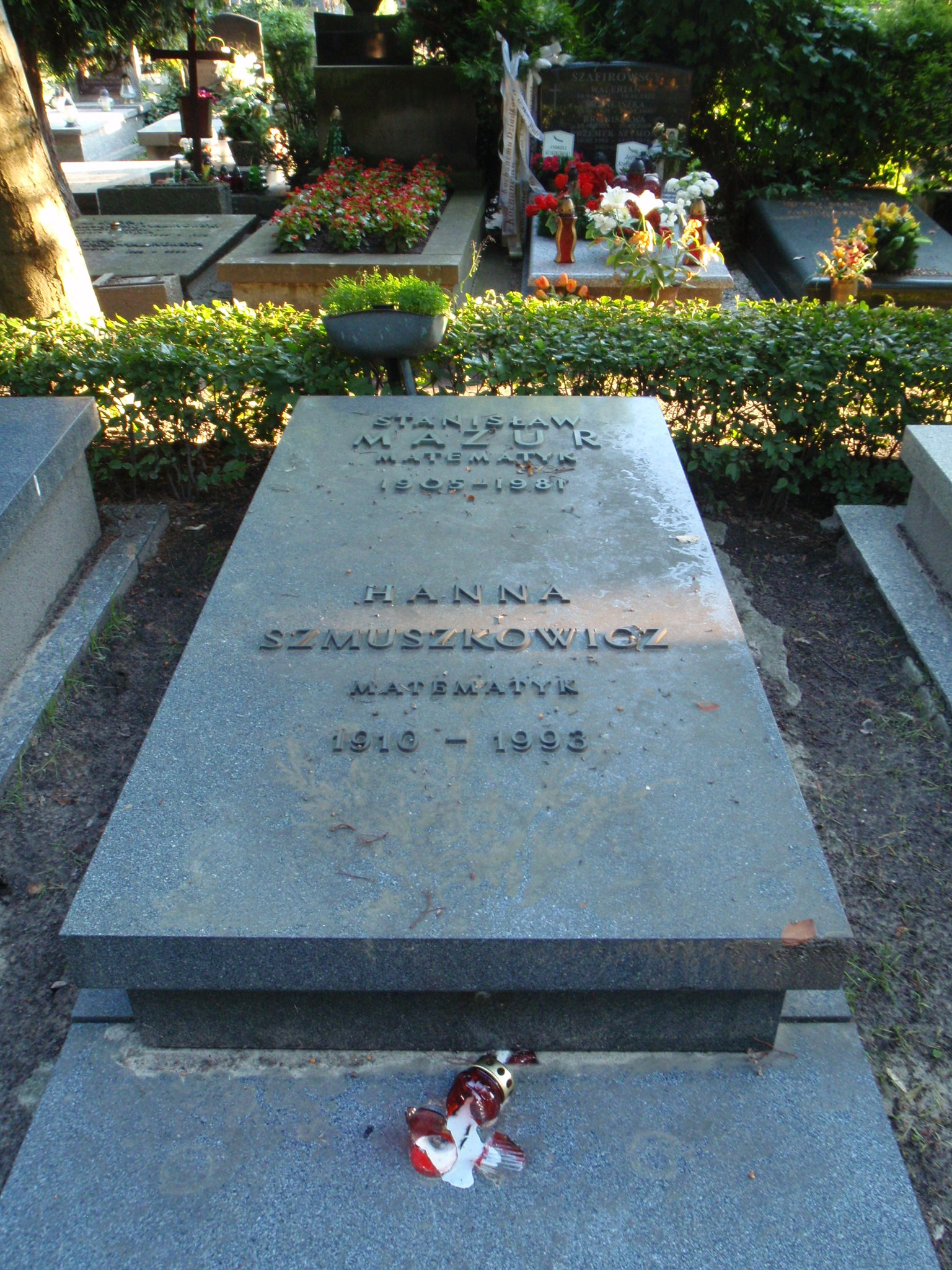
Grób Stanisława Mazura na Powązkach Wojskowych w Warszawie

W 1923 ukończył gimnazjum we Lwowie, w latach 1923–1926 studiował matematykę na Uniwersytecie Jana Kazimierza i uniwersytecie w Paryżu. Studiów tych nie ukończył, ale pomimo braku magisterium został zatrudniony jako młodszy asystent na UJK, w 1932 obronił pracę doktorską O szeregach warunkowo sumowalnych napisaną pod kierunkiem Stefana Banacha, do 1935 był asystentem II katedry analizy matematycznej i I katedry analizy matematycznej UJK. Od 1935 był adiunktem, od 1936 docentem II katedry matematyki Politechniki Lwowskiej, w 1936 habilitował się na podstawie pracy O zbiorach i funkcjonałach wypukłych w przestrzeniach liniowych. W październiku 1936 otrzymał prawo veniam legendi z matematyki na Wydziale Matematyczno-Przyrodniczym Uniwersytetu Jana Kazimierza we Lwowie. W okresie sowieckiej okupacji Lwowa nadal prowadził działalność naukową. W latach 1939–1941 i 1944-1946 był profesorem nadzwyczajnym, kierownikiem katedry geometrii Uniwersytetu Lwowskiego, od 1940 współpracownikiem Akademii Nauk Ukrainy w Kijowie. W okresie okupacji niemieckiej pracował jako sprzedawca.
W 1939 został deputowanym do Zgromadzenia Ludowego Zachodniej Ukrainy, od 1940 był radnym Lwowskiej Rady Miejskiej, po powrocie Sowietów w 1944 został członkiem Zarządu Głównego Związku Patriotów Polskich, angażował się w tzw. akcję repatriacyjną.
Lwów opuścił w maju 1946. W latach 1946–1948 profesorem Uniwersytetu Łódzkiego, od 1948 Uniwersytetu Warszawskiego, gdzie kierował Katedrą Matematyki II (do 1952) i Katedrą Analizy Matematycznej (1952-1969), w latach 1964–1969 był także dyrektorem Instytutu Matematycznego UW. Od 1969 pracował w Instytucie Matematycznym PAN, w 1975 przeszedł na emeryturę.
Był członkiem korespondentem PAU (od 1947), członkiem rzeczywistym Polskiej Akademii Nauk (od 1952). W listopadzie 1949 został członkiem Ogólnokrajowego Komitetu Obchodu 70-lecia urodzin Józefa Stalina.
Został pochowany na Cmentarzu Wojskowym na Powązkach w Warszawie (kwatera B 32 rz. Tuje m. 5).

## Odznaczenia i wyróżnienia
- Krzyż Oficerski Orderu Odrodzenia Polski (1946)[5]
- Order Sztandaru Pracy II klasy (1951)[6]
- Order Sztandaru Pracy I klasy (1954)
- Nagroda im. Stefana Banacha (1949)
- Doktorat honoris causa Uniwersytetu Warszawskiego (15 maja 1978)[7].

## Życie prywatne
Cechował się bardzo zjadliwym poczuciem humoru. Znanym wydarzeniem było wręczenie przez niego publicznie (obiecanej w Księdze szkockiej) żywej gęsi młodemu matematykowi szwedzkiemu, Perowi Enflo, w nagrodę za rozwiązanie (negatywne) problemu istnienia bazy Schaudera w każdej ośrodkowej przestrzeni Banacha.

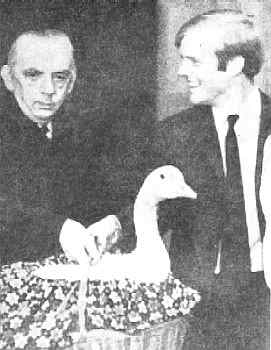
Profesor Mazur wręcza żywą gęś szwedzkiemu matematykowi Perowi Enflo za rozwiązanie problemu z Księgi Szkockiej

Ojciec tancerki Krystyny Mazurówny (ur. 1939) oraz Barbary Mazurówny.